# Froschlampe

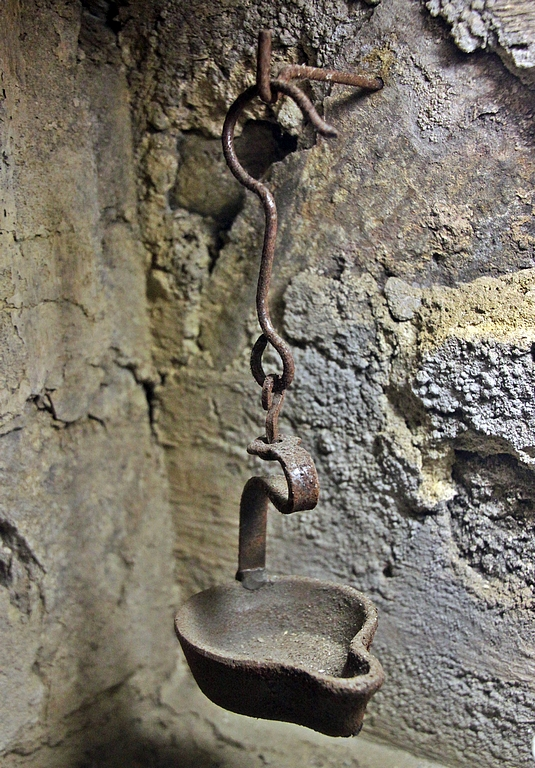
Offene Froschlampe

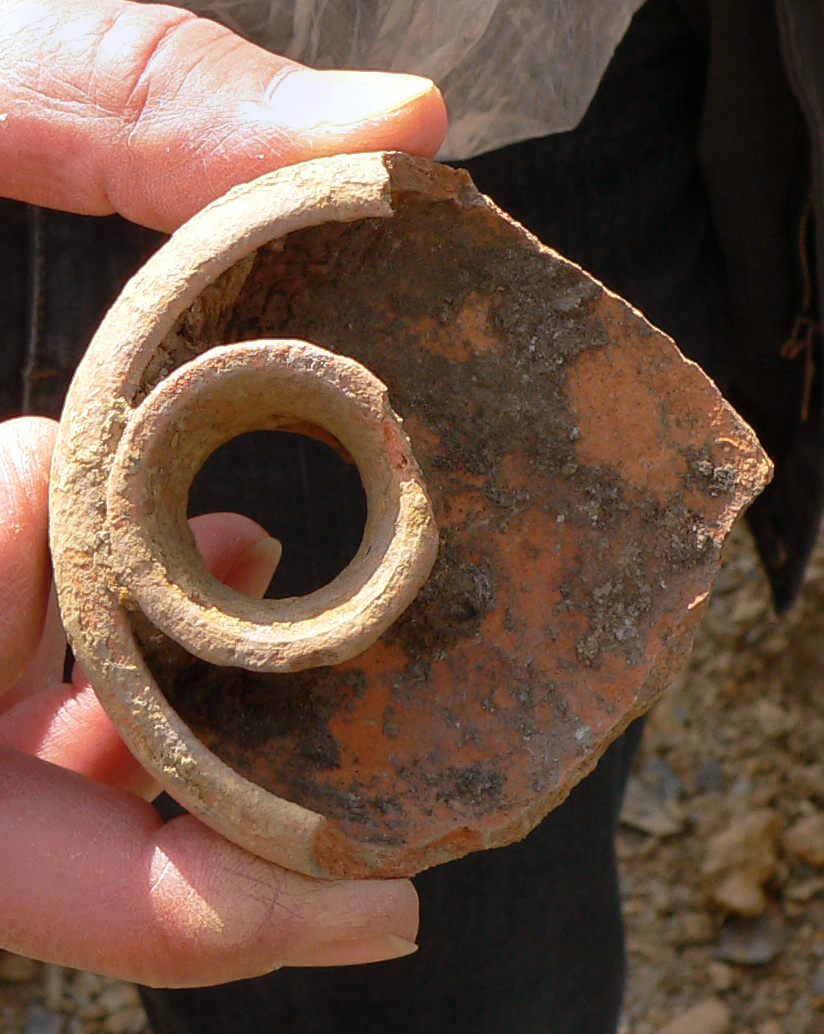
Fragment einer tönernen Froschlampe (Nachbildung)

Als Frosch wird ein historischer Typ von Öllampen bezeichnet, der seit dem 14. Jahrhundert im Bergbau als Grubenlampe (Geleucht) verwendet wurde. Der Name wurde möglicherweise von der entfernt ähnlichen Form eines sitzenden Frosches abgeleitet. Jedes Bergbaurevier hatte eine leicht andere, charakteristische Form; es gab den Erzgebirgischen Frosch, den Westfälischen Frosch etc.

## Aufbau und Funktion
Aufbau und Funktion sind simpel: Ein flacher Behälter enthält den Unschlitt oder das Lampenöl. Offene und geschlossene Frösche existierten über lange Zeit parallel. Vorn im Deckel wird ein Docht (historisch ein gedrehter Flachsdocht) durch eine mit einer Schraube gesicherten Klemme gehalten, sodass er leicht und schnell verstellbar ist. Hinten ist ein Tragehenkel, an dem eine Kette zum Aufhängen befestigt ist. Bei einigen Ausführungen endete der Henkel vorn in Form eines kleinen Spiegels.
Üblicherweise sind Frösche aus Eisen geschmiedet und gelötet, seltener aus Messing hergestellt. Je nach Hersteller und Träger waren die Frösche kunstvoll verziert. Ein bekannter Hersteller war die Firma Seippel in Dortmund.
Da Froschlampen mit offener Flamme brannten, bestand die Gefahr, damit Schlagwetterexplosionen auszulösen. Sie wurden daher vornehmlich in solchen Revieren eingesetzt, in denen kaum explosive Grubengase austraten, z. B. im Erz- oder Salzbergbau. Im Kohlenbergbau wurden Sicherheitslampen verwendet, sobald diese verfügbar waren.

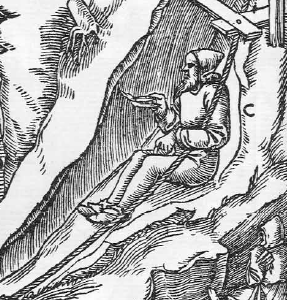
Einfahrender Bergmann mit Froschlampe, Mitte des 16. Jahrhunderts
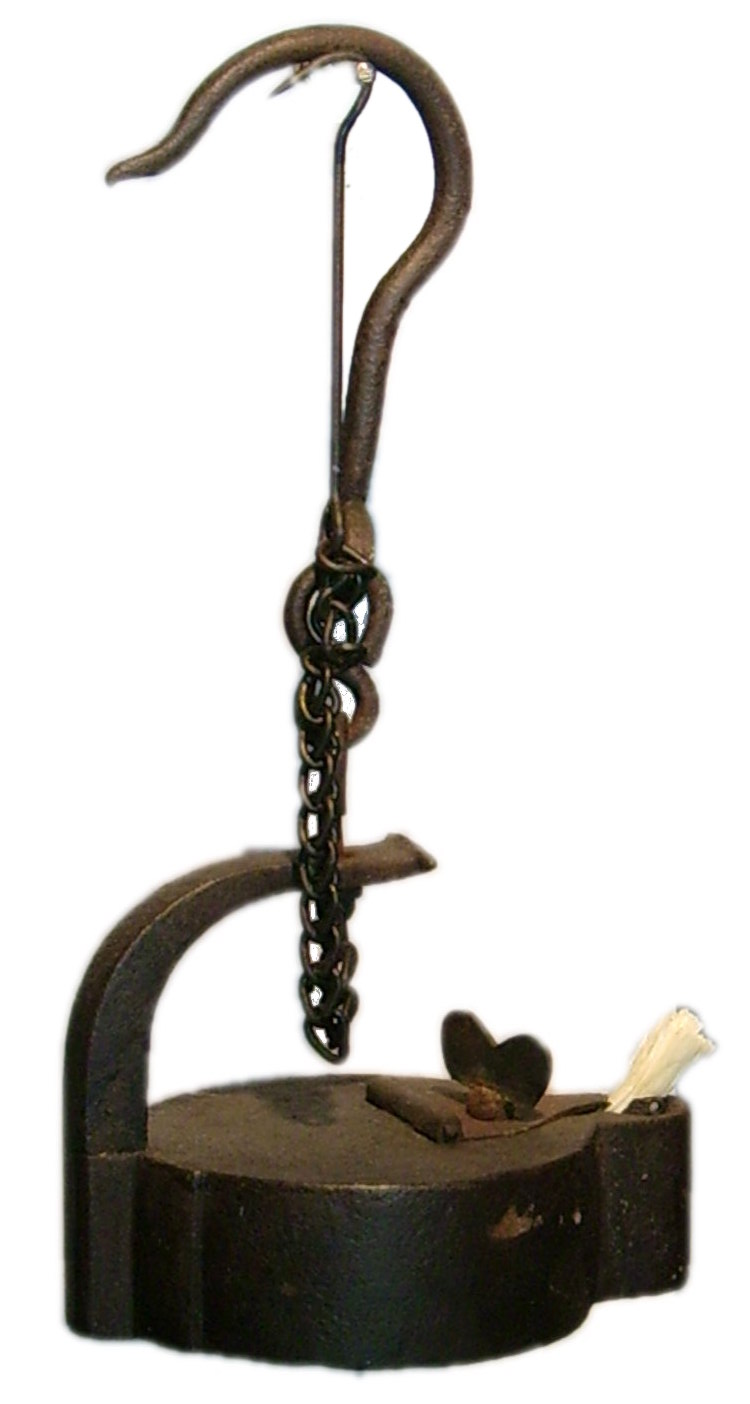
Geschlossener Frosch
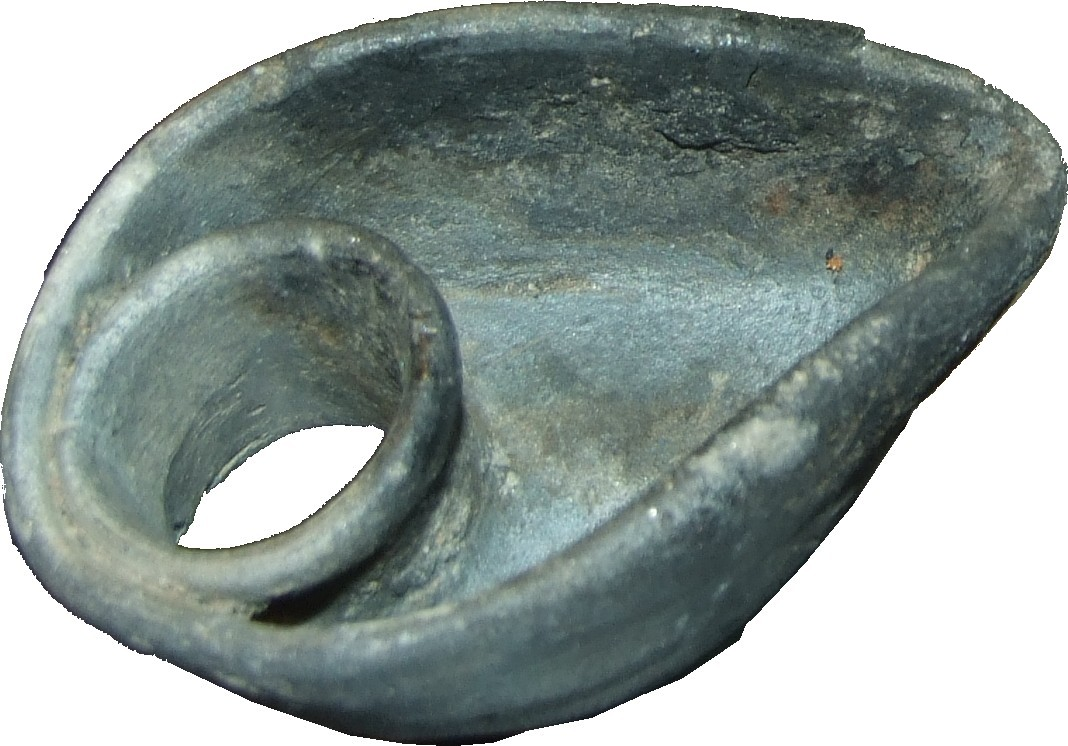
Tonfrosch
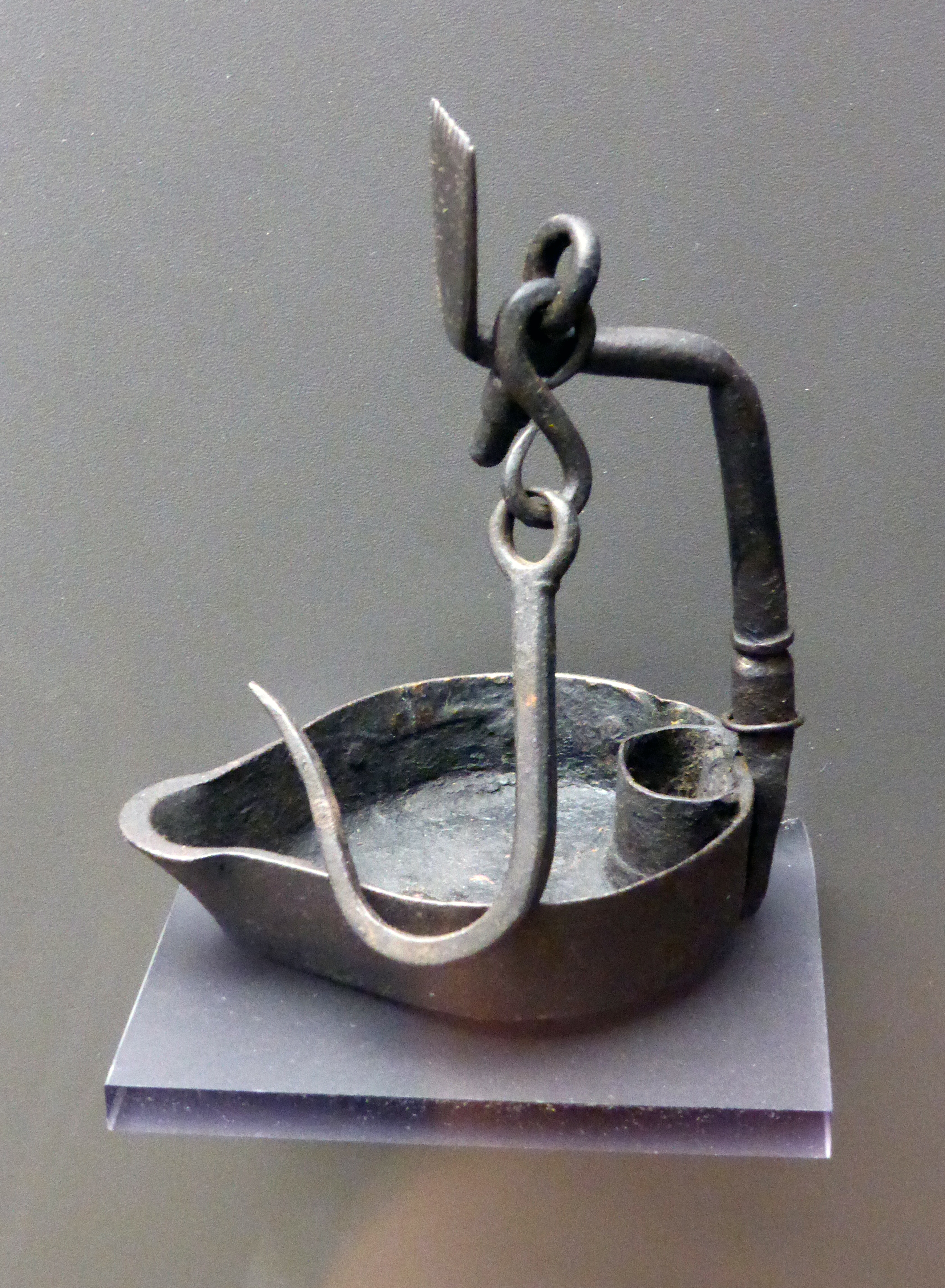
Offene Froschlampe 18. Jahrhundert
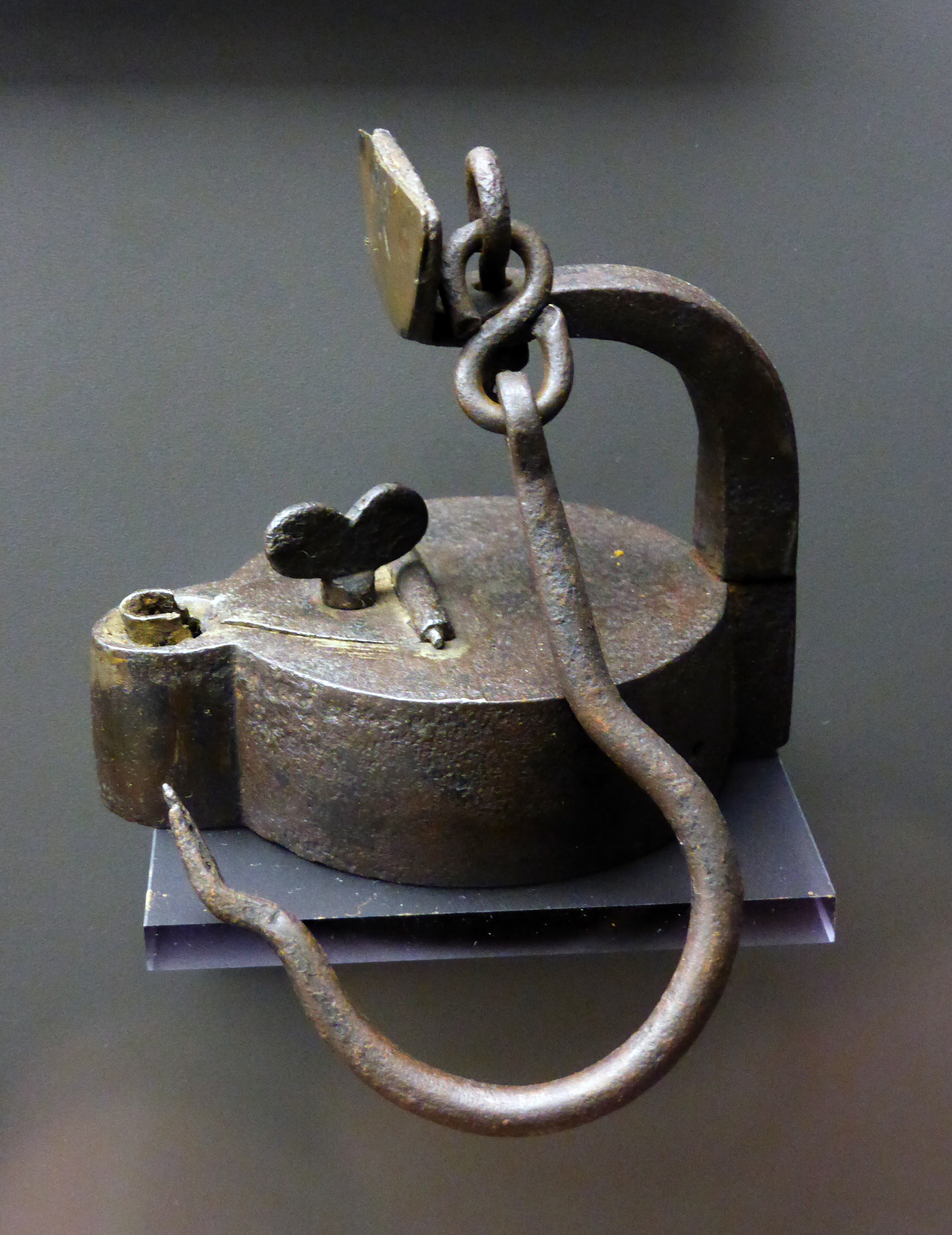
Geschlossene Froschlampe 18. Jahrhundert
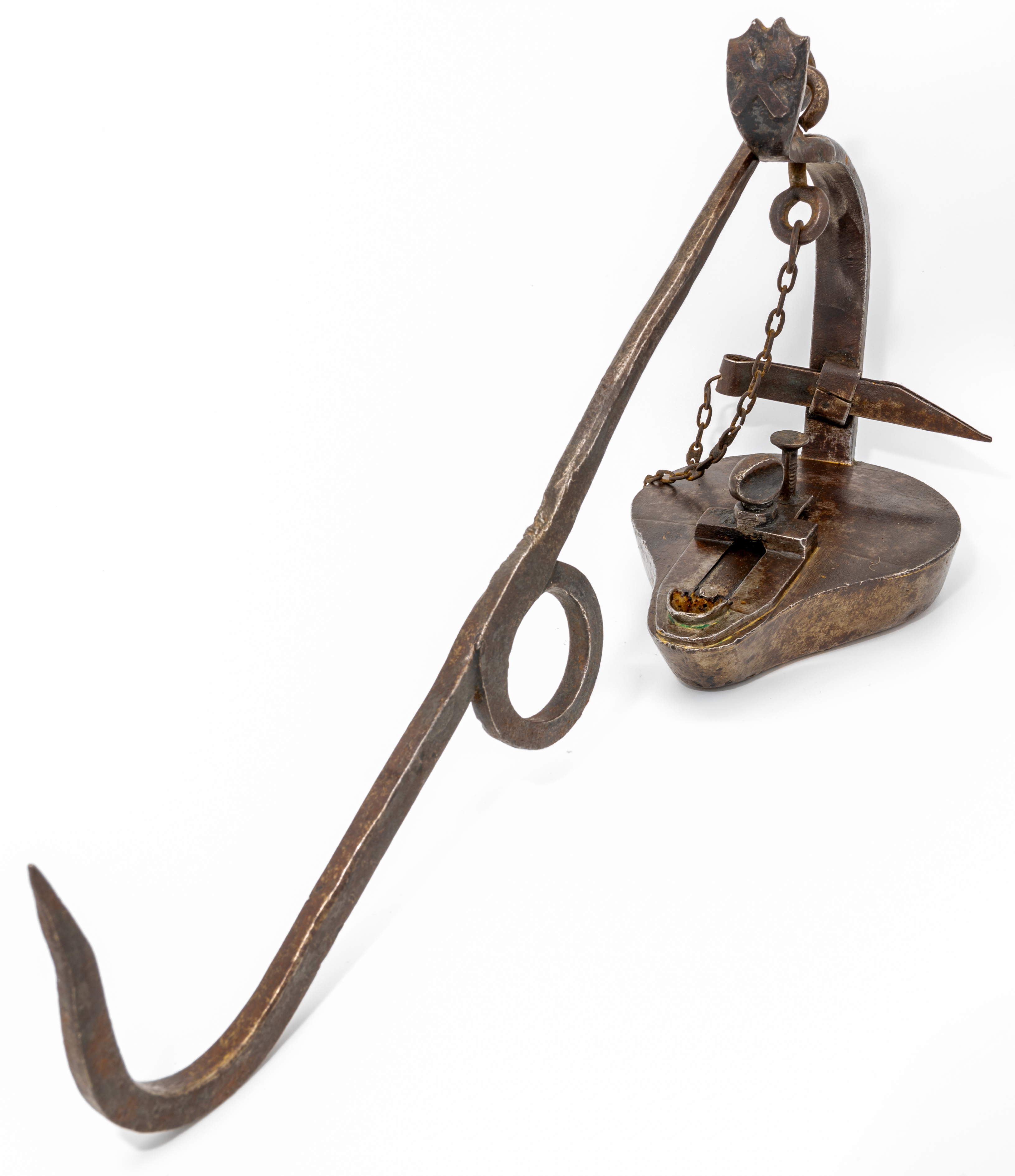
Froschlampe Pius Pirringer Graz 19. Jhd.
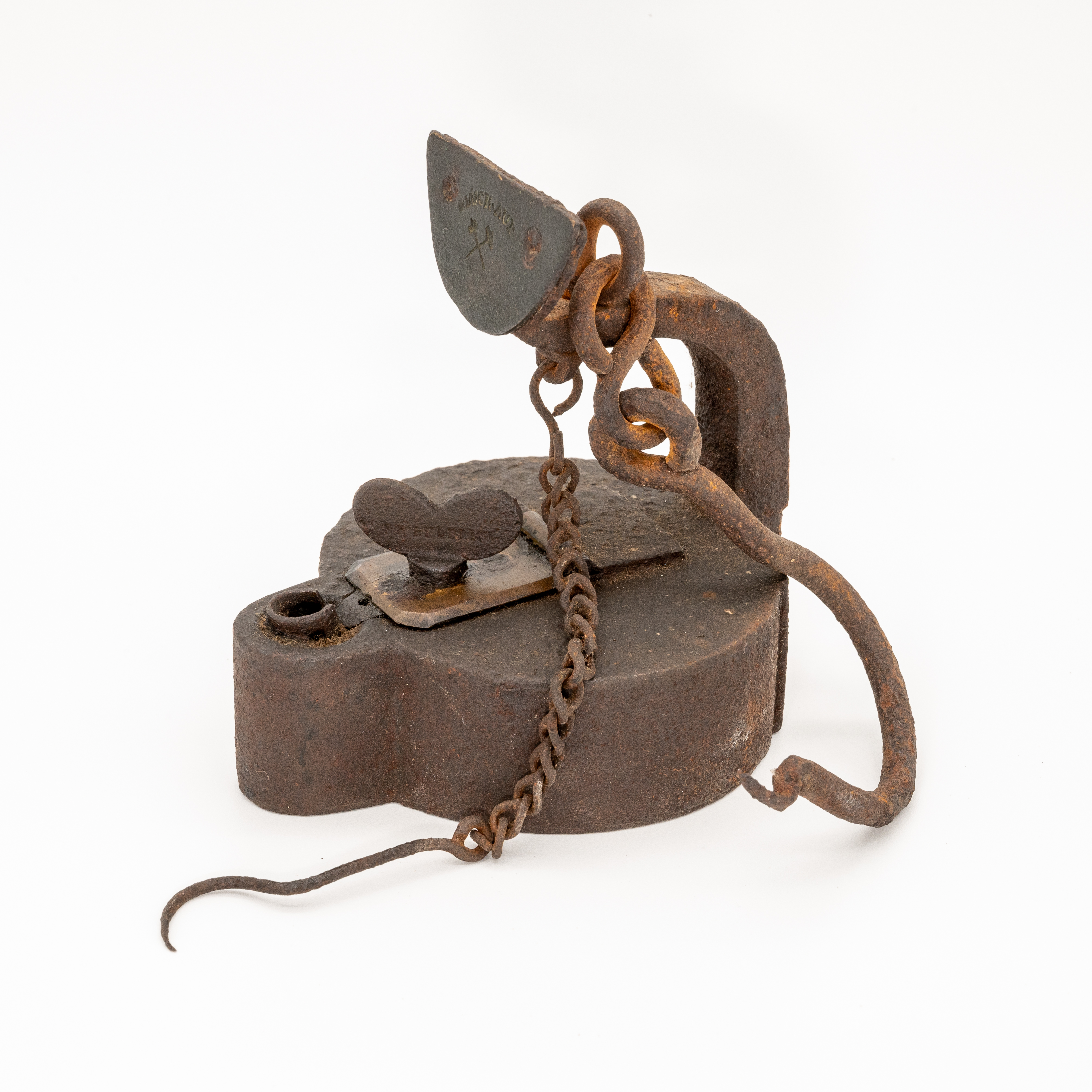
westfählische Froschlampe mit „Bülbring Punze“
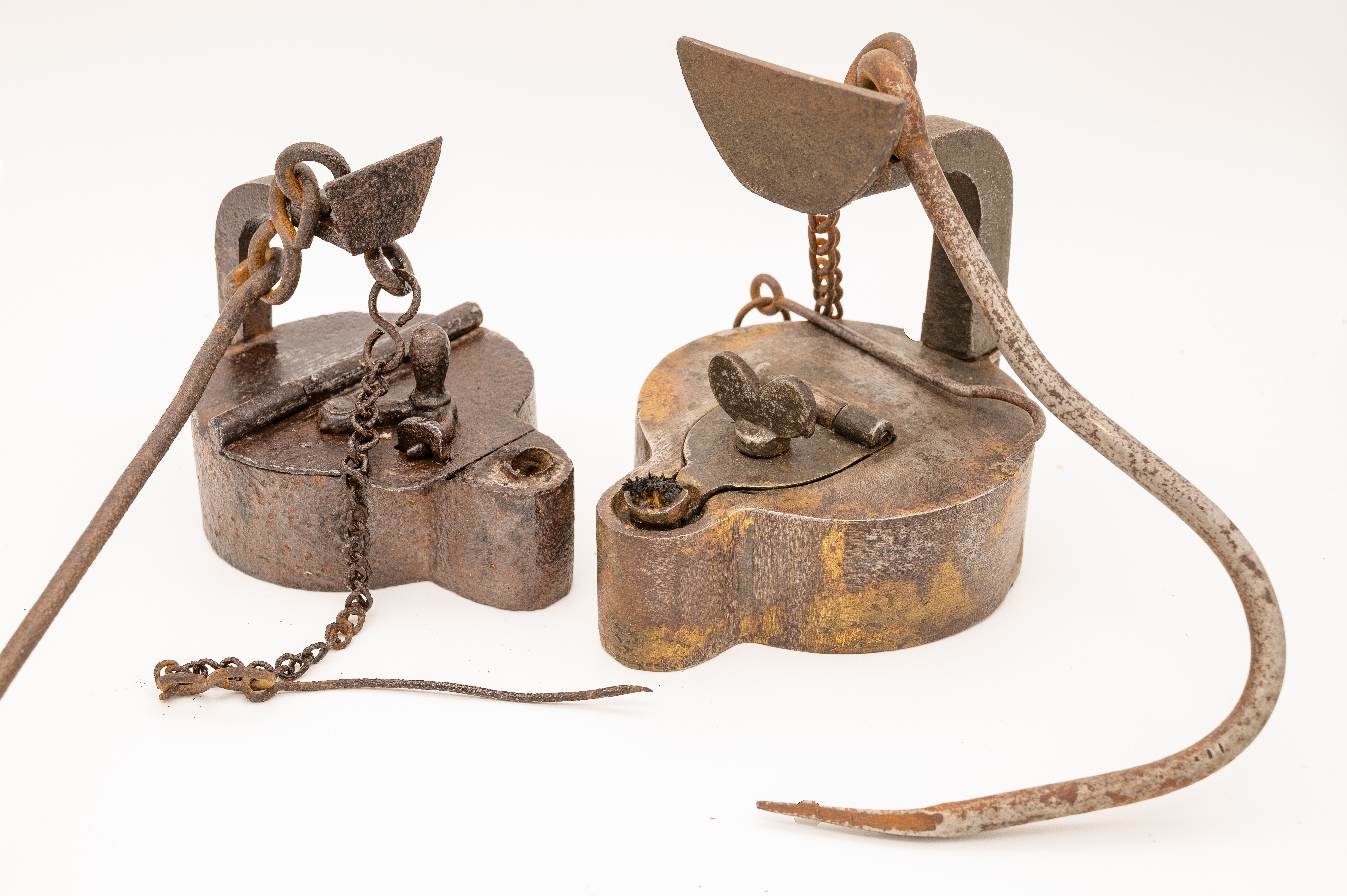
Froschlampen
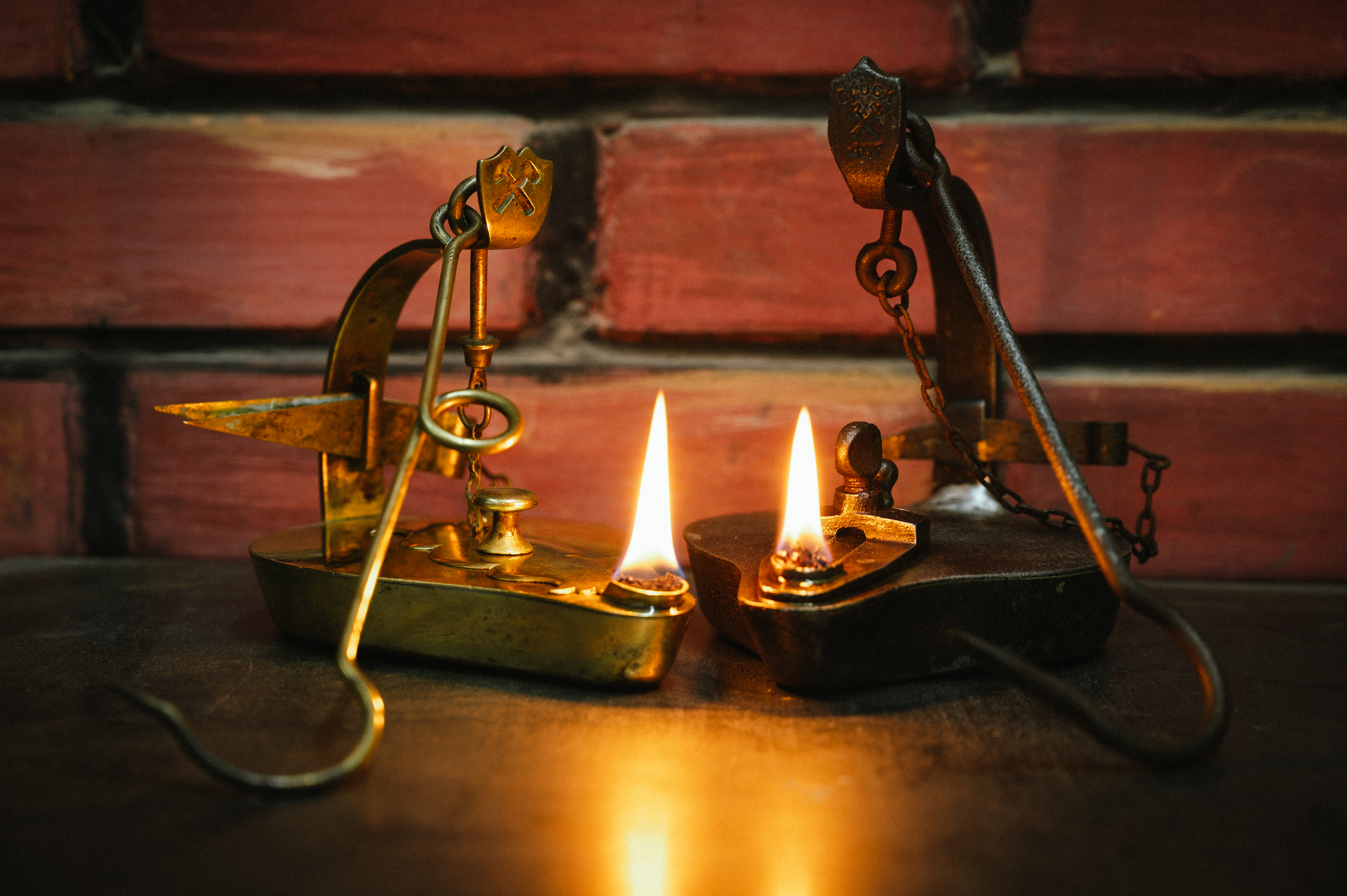
Froschlampen von Pius Pirringer Graz (Messing und Stahlblech)